# Emili Macre (poeta)
Emili Macre (llatí: Aemilius Macer) va ser un poeta romà que va viure al segle i aC. Segurament era nascut a Verona i se suposa que formava part de la gens Emília.
Segons Jeroni d'Estridó va morir l'any 16 aC tres anys després de Virgili, del qui sembla que era amic. Va escriure poemes sobre ocells (Ornithogonia) i sobre antídots pel verí de les serps (Theriaca), imitant la Theriaca de Nicandre de Claros.
El poema medieval sobre l'herbari conegut com a Aemilius Macer de Herbarum Virtutibus (o De viribus [o De virtutibus] herbarum), obra del bisbe francès Odó de Meung (Odon Magdunensis), s'inspira en la seva obra i circulà amb el títol popular de Macer.
Cal no confondre'l amb el poeta del segle i dC Ilíac Macre, citat per Ovidi.